# الرومانية الكاثوليكية في أوزبكستان

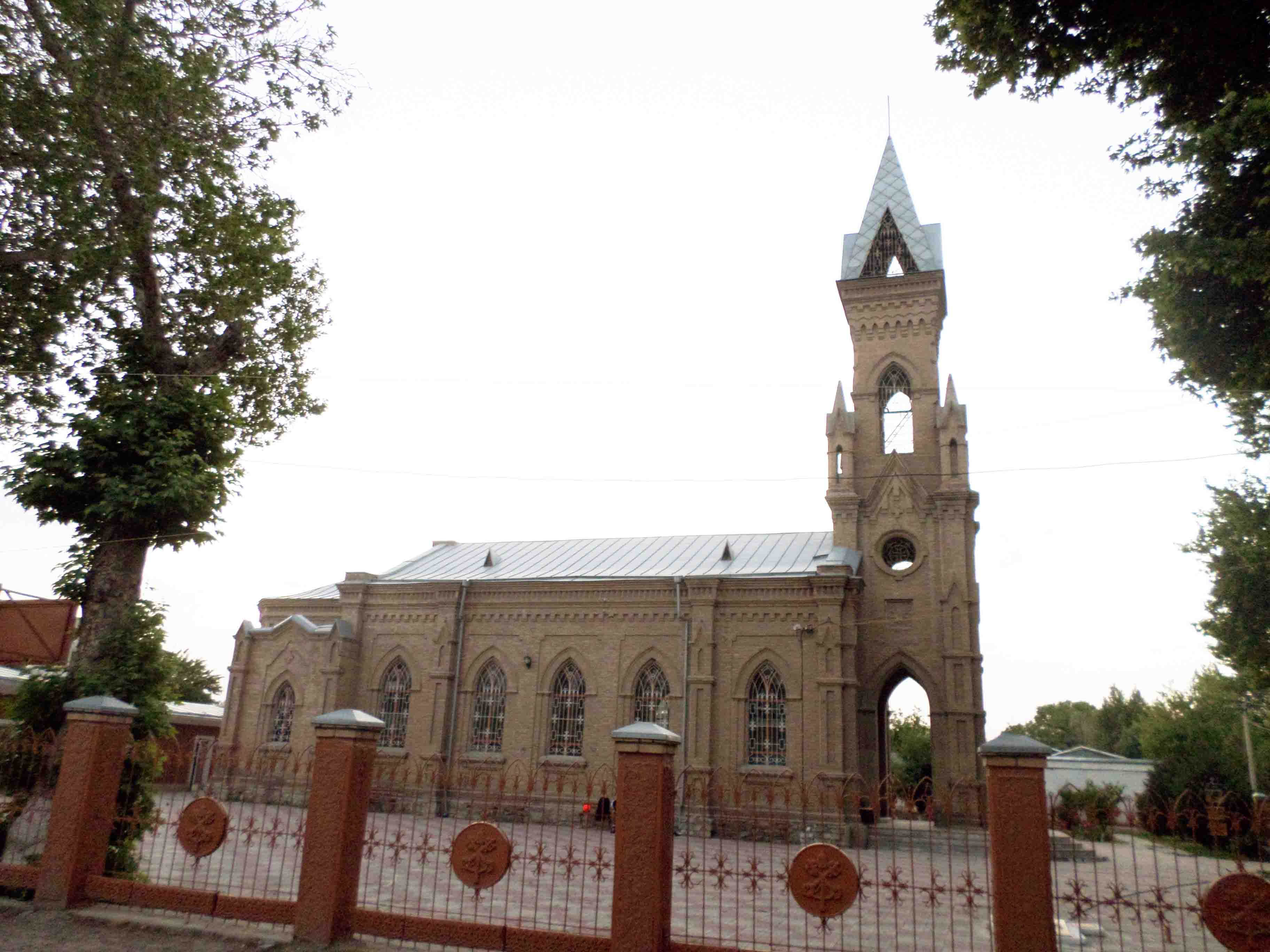
كنيسة القديس يوحنا المعمدان الكاثوليكية في مدينة سمرقند.

الكنيسة الكاثوليكية الأوزبكستانيَّة هي جزء من الكنيسة الكاثوليكية العالمية في ظل القيادة الروحية للبابا في روما، ويعيش في البلاد حوالي 4,000 روماني كاثوليكي. ويتبع كاثوليك البلاد الإدارة الرسولية لأوزبكستان، وتضم البلاد حاليًا خمسة رعايا. هناك لحضور في البلاد لعدد من المنظمات الكاثوليكيَّة منها على سبيل المثال رهبان الفرنسيسكان وجمعية الأخوة المحبة الأم تريزا الخيريَّة والتي تقوم بأنشطة مثل رعاية الفقراء والسجناء والمرضى. وهناك أيضًا محاولات لإدخال مجموعة كاريتاس الخيرية الكاثوليكية، لكنها لم تنجح حتى الآن. يحظر القانون عمل المبشرين وغيرها من الجهود لتحويل الناس إلى المذهب الكاثوليكي. العلاقات بين الطائفة الإسلامية والكاثوليكيَّة في البلاد إيجابية، ولا توجد علاقات رسمية بين الكاثوليك والكنائس الأرثوذكسية الشرقية في أوزبكستان، ولكن على الصعيد المحلي يجري كهنة الطائفتين حوارًا. العلاقات بين المسيحيين الأرمن واللوثريين والمجتمعات الكاثوليكية المحليَّة هي إيجابية.